# Big Muff

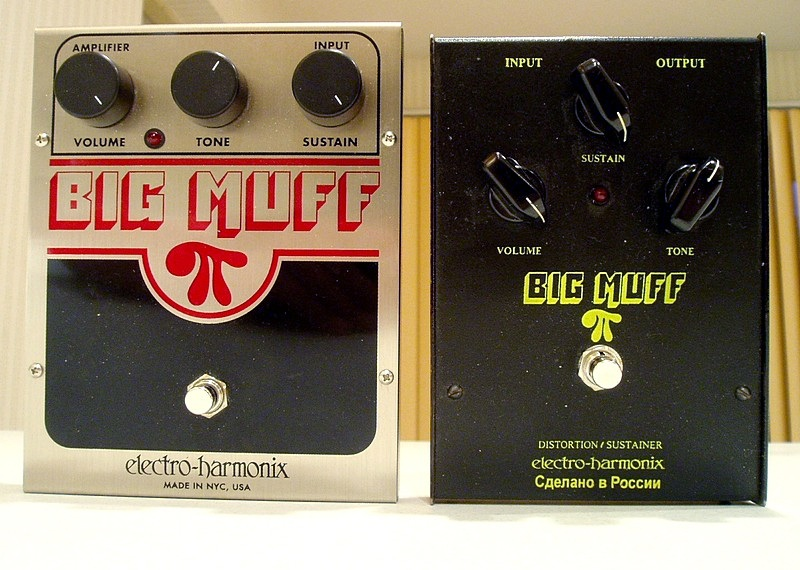
A la izquierda, un Big Muff V9 (fabricado en EE. UU.) y, a la derecha, un Big Muff V8 (fabricado en Rusia). Por lo general, las versiones americanas suelen ser ocupadas por guitarristas debido a su sonido más brillante, mientras que las versiones rusas tienden a ser escogidas por bajistas debido a su sonido más opaco.

El Big Muff Pi (también conocido popularmente como Big Muff o, simplemente, Muff) es un pedal de efecto de tipo distorsión/fuzz producido en Nueva York por la empresa Electro-Harmonix (EHX) y, durante los años 80 a los 2000, junto con su empresa rusa hermana Sovtek. Desde su lanzamiento en 1969, el Big Muff ganó bastante popularidad debido a que sus niveles de ganancia superaban ampliamente a otras fuzzboxes de su época, obteniéndose un suave y distintivo sustain (semejante al de un violín), por lo que fue inmediatamente acogido por muchos guitarristas de fines de los años 60 y durante los años 70, entre ellos, Jimi Hendrix, Carlos Santana, Robert Fripp o David Gilmour. A pesar del tiempo, la popularidad del Big Muff sigue vigente en la actualidad, en especial, en músicos de rock alternativo e Indie y Stoner.
Es también usado por bajistas, quienes dieron cuenta de su respuesta en bajas frecuencias, con una tendencia hacia las ediciones rusas. Posteriormente, a raíz de este uso, EHX lanza al mercado versiones especialmente dedicadas para bajistas.
Se le puede considerar uno de los pedales más vendidos y más influyentes en el sonido de distintos artistas a lo largo de la historia junto al Cry Baby y al Ibanez Tube Screamer

## Sonido
El Big Muff se caracterizó, desde su primera versión (denominada V1 o "Triangle", a raíz de la posición de sus perillas), por sus altos niveles de ganancia máxima, un sustain prácticamente infinito, un sonido dulce y cremoso (en comparación a otras muchas fuzzboxes de los años 60, como el Maestro Fuzz Tone o el Sola Sound Tone Bender), una amplia respuesta en frecuencias (que sería explotada, posteriormente, por bajistas) y un distintivo recorte en las frecuencias medias (aprox. en los 1000 hz) descrito en medios ingleses como scooped-mids, alteración derivada de su control de tono activo (generalmente, otros pedales de distorsión o fuzz poseen un control de tono pasivo, que sólo filtra y recorta frecuencias agudas). Adicionalmente, este característico componente le otorga una enorme y particular versatilidad tonal, puesto que altera radicalmente el tono de la distorsión desde un sonido muy opaco y grave (casi sin agudos) por un lado, hasta un sonido muy brillante y delgado (casi sin graves) por el otro.
A pesar de sus ventajas y características que lo convirtieron en un éxito, también es tenido en cuenta por algunos puntos en contra. Quizás, la más reconocidas entre sus usuarios, refiere a que el distintivo recorte en frecuencias medias dificulta a los músicos a tener presencia dentro de una mezcla de banda, siendo un problema muy relevante y frecuente en presentaciones en vivo. Complementando lo anterior, es común observar comentarios y debates acerca de las diferencias entre las diferentes versiones y, sobre todo, en que las versiones antiguas son superiores en sonido a las más recientes, siendo el foco principal la falta de claridad y transparencia en el sonido de las nuevas encarnaciones si se comparan frente a las clásicas como la V1 "Triangle" y la V2 "Ram's Head", siendo notorio al ejecutar técnicas como el palm-mute y los pinch-harmonics. Por estas razones, no es infrecuente ver que muchos usuarios del Big Muff lo acompañen en conjunto con otros pedales de apoyo (como un wah-wah, un booster, un overdrive y/o un ecualizador) para destacar en el momento de un solo. Estos problemas de falta de presencia, claridad y transparencia han sido revisados y solucionados por EHX en su "Big Muff Pi with Tone Wicker" (V10).
Otras críticas apuntan al rango de ganancia, puesto que, con el control puesto al mínimo, ya inicia con un nivel de ganancia moderado, siendo incapaz de lograr un sonido menos saturado. Además, a diferencia de otras fuzzboxes populares de la época (como el Dallas-Arbiter Fuzz Face) no es muy sensible a los controles del instrumento y es imposible obtener un sonido limpio al bajar el control de volumen del mismo (como sí ocurre con el Fuzz Face).
No obstante, el Big Muff obtuvo una indudable ventaja frente a otras fuzzboxes por su consistencia y relaciones con otros pedales de efecto, pudiéndose colocar libremente en cualquier parte de la cadena de efectos, sin sufrir de los problemas de impedancia que, de manera frecuente, afectaban a las demás (por ejemplo, feedback incontrolable en conjunto con un wah-wah).

### ¿Fuzz o Distorsión?
Al pasar del tiempo, se ha debatido la categoría del pedal en el círculo de guitarristas y expertos de los efectos. Confusión y debate alentado, en gran medida, por la misma empresa Electro-Harmonix. En los manuales de usuario de las primeras versiones, se referían a él como un pedal Fuzz y, como se evidencia en algunas fotografías de la época, es posible observar que al control de tono del mismo se le asignaba dicha etiqueta. Subsecuentemente, esto ha cambiado en versiones posteriores y OEM, refiriéndose a él como un pedal Distortion/Sustainer. En la década de los 70, fue lanzada una versión Deluxe del Big Muff que, además del circuito regular, venia incluido un circuito de compresor, haciéndolo un pedal de doble función. En él, la etiqueta para el control de volumen se cambió de "Volume" a "Fuzz Volume". Sin embargo, en el mismo pedal debajo del nombre "Deluxe Big Muff" se aprecia la descripción "Distorter/Compressor", incrementando la confusión. En la actualidad, este debate continúa en distintos foros sobre guitarras eléctricas (incluyendo el oficial del fabricante). Por otra parte, hay usuarios, coleccionistas y aficionados del Muff que deciden no catalogar al Big Muff como un pedal de distorsión o de fuzz sino que, simplemente como un pedal con identidad propia: "Un Big Muff".

## Versiones
El Big Muff a lo largo de su historia ha tenido distintas versiones. Estas versiones se pueden juntar en tres capítulos: Los hechos en Nueva York, Estados Unidos durante finales de los 60´s y 70´s, los hechos en San Petersburgo, Antigua Unión Soviética y actual Rusia durante los 90´s y hasta 2009 por la empresa hermana de Electro Harmonix, Sovtek y los hechos de nuevo en Estados Unidos en la reinauguración de Electro Harmonix en 2000 hasta la actualidad.
Todos las versiones se basan en el circuito BMP original diseñado por Mike Matthews y Bob Myer a finales de los 60´s.

### Versiones Estadounidenses
- V1 Triangle: Hechos en el periodo de 1969-1973 primera versión del Muff, apodada "Triangle" por la posición de sus 3 potenciometros. Ganó popularidad inmediatamente por el alto sustain y tono que lo diferenciaba de otros pedales fuzz - distortion. Entre sus usuarios esta Carlos Santana, David Gilmour y Jimi Hendrix (aunque no se tiene registros que lo haga usado en grabación o en conciertos ya que lo adquirió poco tiempo antes de su fallecimiento)

- V2 Ram´s Head: Hechos en el periodo 1973-1977 primera edición en la que se introduce la carcasa de acero inoxidable que sigue vigente hoy en día. Uno de los puntos más memorables de esta versión es que hay más de 23 variantes del circuito conocidas (pero inclusive podría haber más) las diferencias radican en cambios de valor en resistencias y capacitores, Dando la impresión sonora que cada Ram´s Head es "único" aunque todos comparten aproximadamente 70% de similitud en su sonido, los puntos diferenciales radican en rango sonoro, sustain máximo, bajos y medios. Esta es la versión del Muff más cotizada y buscada por coleccionistas y aficionados del Muff. Entre sus usuarios se encuentran David Gilmour a partir de la época de Animals hasta la actualidad, por J. Mascis y por Ernie Isley.

- V2 (Violet Ram´s Head) Hecho dentro del mismo periodo que los Ram´s Head regulares y con una producción limitada, esta versión tenía gráficos de un solo color en toda su serigrafia en su mayoría color violeta o azul (pero hubo versiones todavía más limitadas que tenían gráficos negros o rojos). Esta versión no estaba etiquetada como tal en su caja, sino que contenía la caja regular de Big Muff por lo que no había manera de saber si era una versión limitada hasta abrir la caja. La diferencia sonora radica en que los niveles de Sustain y tono son más altos que las versiones regulares. Es la versión más rara y más costosa de todos los Muff. Pueden llegar a costar hasta $5500 USD

- V3: Hechos de 1977 a 1978. Versión que introduce los gráficos que siguen vigentes hoy en día. Prácticamente el sonido del Ram´s Head pero el número de variables del circuito se reduce considerablemente.

- V4 version con OP AMP: Hechos solamente en 1978, versión que reemplaza la función del switch bypass con activar el amplificador operacional dándole un Boost natural al sonido. Pilar del sonido de Billy Corgan en la época de Siamese Dream. También utilizado por Frank Zappa en un periodo.

A principios de los 80´s Electro Harmonix quiebra por lo que Mike Matthews cierra Electro Harmonix y abre Sovtek en la Unión Soviética. Pero esta solo se enfocaría en la producción de amplificadores y bulbos por 10 años, dejando cerrada toda la producción de pedales.

### Versiones Soviético - Rusas
Por más de 10 años Sovtek no produjo ninguna gama de pedales. Pero a principios de los 90´s al ver el tamaño y demanda del mercado de segunda mano de los antiguos pedales de Electro Harmonix Mike Matthews decide abrir de nuevo la producción de pedales entre ellos el Big Muff. Debidos a sus buenas respuestas a señales bajas toda esta gama ha sido muy utilizada por bajistas.
- Civil War: Hechos de 1991 a 1994 primer pedal de Sovtek con el nombre Big Muff, apodado "CIvil War" por sus usuarios debido a que los colores del pedal (Grisáceo y azul marino) correspondían a los colores de los uniformes del ejército confederado y de la unión respectivamente en la guerra de Secesión. Armados con componentes militares soviéticos que proporcionaban una significativa reducción de ruido no deseado en comparación con otras versiones y con otros pedales fuzz.

- Green Russian: Hechos de 1994 a 2000 prácticamente el mismo sonido de la versión anterior pero ahora con una carcasa pesada y gruesa de dos capas pintado de un verde militar utilizado en los antiguos tanques soviéticos.
- Black Version: Esta versión se clasifica en tres etapas de las cuales dos fueron hechas y comercializadas al mismo tiempo. La primera hecha de 1998 a 2002 que era el mismo circuito y carcasa pero de color negro con serigrafía amarilla, posteriormente se cambió la topografía y finalmente paso a una carcasa más pequeña, la cual sería la última versión hecha en Rusia en 2009.

### Regreso a Estados Unidos
Tras los buenos resultados económicos de Sovtek Mike Matthews decide abrir de nuevo Electro Harmonix en Nueva York en 2000. Esto no cerro la producción Rusa, sino que ambas producciones fueron comercializadas al mismo tiempo, hasta el cierre definitivo de la producción de pedales en Sovtek en 2009. Hoy en día Sovtek solo produce Bulbos y componentes eléctricos.
- Big Muff NYC Reissue: Producido a partir del año 2000 hasta la actualidad, misma carcasa y gráficos que la última versión estadounidense. Circuito diferente, el interruptor bypass trasero desaparece, sonido más agresivo y sucio. Primer Muff hecho en Estados Unidos con LED indicador de encendido. En los primeros años de producción incluyó switch SPDT, después se reemplaza por un 3PDT haciéndolo totalmente True Bypass.
- Little Big Muff: Producido a partir de 2006 hasta la actualidad, Primer muff con carcasa reducida para pedaleras XO, sonido más brillante que el NYC Reissue.
- Big Muff Tone Wicker: Producido a partir de 2009 hasta la actualidad. Misma carcasa que el Little, incluye dos interrumptores, uno de tono con función similar a los V3 y el otro un "Wicker" con la que se abre el ancho de banda de las frecuencias altas para un claro y brillante sonido, Ideal para acordes.
- Nano Big Muff: Producidos a partir de 2013 hasta la actualidad. El Muff con la carcasa más pequeña de su historia. Sonido exacto del NYC Reissue.
- Germanium Big Muff: Producidos a partir de 2012 hasta la actualidad. Primer pedal con el nombre Big Muff que  o usa un circuito que no está basado en el original circuito BMP. Dos pedales en uno. Distorsion y overdrive (ambos pueden estar encendidos al mismo tiempo), ambos con transistores de germanio. Sonido distante al Big Muff, llegando más a parecerse al sonido de un Fuzz Face o al de un Fuzz Factory. Los coleccionistas y entusiastas del Muff no consideran a este pedal dentro de la familia Big Muff.
- Deluxe Big Muff: Lanzado en 2014. Probablemente la más grande innovación del Muff en su historia. Incluye supresor de sonidos no deseados, boost de bajos, variable Q, control de ataque. Considerado como una fábrica Big Muff, ya que es posible recrear los sonidos de la mayoría de las versiones del Big Muff con las debidas mezclas. Además se puede conectar a un Pedal de Expresión con el que se puede lograr un sonido parecido al de un Wah Wah con señal Fuzz inyectada.
- Green Russian Big Muff: Producido desde 2017. Reedición del Green Russian Big Muff (V2), pero sin la pesada y blindada carcasa del Ruso original, en cambio tiene las recientes carcasas nano. Conserva la pintura verde militar y la serigrafía del Ruso Original.
- Big Muff Op-Amp: Producido a partir de finales de 2017. Otra reedición con carcasa nano, esta vez de la popular versión con Amplificador Operacional utilizado por Billy Corgan y Frank Zappa.

#### Versiones de bajo
En 2008 con la producción Rusa a punto de desaparecer y para no desaprovechar la demanda que se tenía por los Muff Rusos especialmente por parte de bajista EHX lanza la versión totalmente enfocada para bajistas, que con el tiempo se comienza a expandir en distintas versiones.
- Big Muff Bass: Producidos a finales de 2008 hasta la actualidad. Misma carcasa que el "Little" circuito parecido al de la última versión Rusa pero con interruptor de boost para bajos.
- Big Muff Bass Nano: Producidos a partir de 2014 hasta la actualidad. Mismo sonido y funciones que la versión Bass regular pero con carcasa pequeña.
- Deluxe Big Muff Bass: Producidos a partir de 2013 hasta la actualidad. Un total pedal lleno de posibilidades al agregar funciones conocidas más un supresor de ruidos no deseados, Interruptor Crossover que permite agregar señales brillantes. Bend control, interruptor Toogle para utilizarlo con bajos de pastillas activas.

## Usuarios
El Big Muff ha sido de los pedales más populares y utilizados de todos los tiempos, desde principiantes y aficionados hasta músicos legendarios, desde sus primeras versiones creadas en los años 60 hasta nuestros días. Abarcando un período desde sus raíces en la psicodelia de los años 60 y el movimiento progresivo de los años 70 (Pink Floyd, King Crimson, Yes), pasando por los inicios del rock alternativo en los años 80 (Dinosaur Jr., My Bloody Valentine) y su consolidación en los años 90 (Mudhoney, Nirvana, Smashing Pumpkins, Red Hot Chili Peppers, Sonic Youth, Korn), hasta tiempos contemporáneos, siendo frecuentemente utilizado en la música alternativa (Arctic Monkeys, Muse, Placebo, The Black Keys, The White Stripes) y con un uso notable en el post-rock (Mogwai, Explosions in the Sky).
Entre sus usuarios más célebres, están:
- Jimi Hendrix, guitarrista de The Jimi Hendrix Experience y Band of Gypsys: Si bien, no hay evidencia concreta de su utilización en una canción o álbum del guitarrista, es muy conocida la leyenda que recibió uno de parte del mismísimo Mike Matthews (fundador de EHX). Esta historia fue abiertamente propagada por la empresa en lo sucesivo hasta el presente. No obstante, siendo la V1 "Triangle" lanzada al mercado en el año 1969, es posible que efectivamente alcanzara a probarlo y utilizarlo en algunos ensayos antes de su muerte en 1970.

- David Gilmour, guitarrista de Pink Floyd y en solitario: Un altamente reconocido usuario del Big Muff, el primer registro oficial se encuentra en el álbum Animals (1977) y ha constituido su principal unidad de distorsión desde entonces. En particular, es muy conocido por utilizar las versiones V2 Ram's Head (EE. UU.) y V7 Civil War (Rusia), aunque también ha utilizado otras encarnaciones, con algunas unidades fabricadas y personalizadas por el legendario Pete Cornish.

- Robert Fripp, guitarrista de King Crimson: Usuario de una versión OEM del Big Muff V1 Triangle, renombrada Foxey Lady, fabricada por Electro-Harmonix para la empresa Guild. Fue utilizada en la tercera encarnación de la banda, en los álbumes Larks' Tongues In Aspic (1973), Starless and Bible Black (1974) y Red (1974).

- Billy Corgan, guitarrista de Smashing Pumpkins: Su utilización en el álbum Siamese Dream (1993), con sus características murallas de sonido, catapultó nuevamente el interés por el Big Muff en la década de los 90.

- Jack White, guitarrista de The White Stripes: Ha sido su pedal de distorsión de cabecera desde los inicios de la banda. Es posible observar su uso en la película It Might Get Loud.

- John Frusciante, guitarrista de Red Hot Chili Peppers

- Dan Auerbach, guitarrista de The Black Keys: Conocido por usar frecuentemente un Big Muff V7 Green Russian tanto en vivo como en estudio.

- Jamie Cook, guitarrista de Arctic Monkeys

- The Edge, guitarrista de U2

- Kurt Cobain, guitarrista de Nirvana: usado particularmente en la canción Lithium.

- Cliff Burton, bajista de Metallica: uno de los primeros bajistas reconocidos en ocupar el Big Muff. Es frecuente leer en foros y páginas especializadas que, erróneamente, ocupaba una versión rusa, pero dado que la primera versión rusa (V7 Red Army Overdrive) se lanzó al mercado ya en 1990, se desprende que utilizó una versión americana durante toda su carrera.

- J Mascis, guitarrista de Dinosaur Jr: Otro usuario altamente reconocido del Big Muff, Su versión favorita y más conocida es un Big Muff V2 Ram's Head. Se le considera el mayor coleccionista de Big Muffs del mundo, con una colección superior a medio centenar.[1]

## Curiosidades
- En 1970 mientras Mike Matthews estaba entregando un pedido a la tienda Manny's Music en Nueva York un trabajador de la tienda amigo de Matthews le dijo que hace poco Jimi Hendrix había ido a la tienda y había comprado un Muff. Semanas más tarde Hendrix fallecería.
- No se sabe la razón exacta de por qué muchas versiones del Muff, especialmente el Rams Head tenía tantas variaciones del circuito. Algunos argumentan que era para que cada pedal fuera "Único" en la mayor medida posible. Aunque otros argumentan que posiblemente los trabajadores de EHX eran perezosos y que al no querer separar las resistencias y capacitores debidamente por valores, sencillamente armaban el circuito con valores al azar para ahorrarse tiempo.
- Una de las pertenencias de EHX que más estima Mike Matthews es el cheque firmado y sellado por Carlos Santana junto con la copia del recibo con la que compró su Big Muff V1.